# Chimarra bungoona
Chimarra bungoona là một loài Trichoptera trong họ Philopotamidae. Chúng phân bố ở miền Australasia.